# أولاد إبراهيم (بني كيل)
أولاد إبراهيم هي إحدى مشيخات المملكة المغربية، تتبع جغرافيا لإقليم فكيك وإداريًا لبني كيل. يقدر عدد سكانها بـ 5900 نسمة حسب الإحصاء الرسمي للسكان والسكنى لسنة 2004.